# Edmond Mouele
Edmond Mouele est un footballeur international gabonais né le 18 février 1982 à Libreville. Il joue au poste d'arrière droit à l'AS Mangasport.

## Carrière
- Depuis 2002 : Mangasport ( Gabon)[1],[2]

## Palmarès
AS Mangasport
- Championnat du Gabon (7) :
  - Champion : 2004, 2005, 2006, 2007-08, 2013-14, 2015 et 2017-18

- Coupe du Gabon (3) :
  - Vainqueur : 2005, 2007, 2011

- Supercoupe du Gabon (2) :
  - Vainqueur : 2006, 2008